# Lisette Lagnado
Lisette Lagnado (Kinshasa, 24 de fevereiro de 1961), pseudônimo de Zizette Lagnado Dwek, é uma jornalista, crítica de arte, professora universitária e curadora brasileira.

## Biografia
Nascida  na República Democrática do Congo, vive em São Paulo desde 1975.
É bacharel em Comunicação Social pela Pontifícia Universidade Católica de São Paulo, onde também obteve o título de mestre em Comunicação e Semiótica, com a dissertação sobre Transparência e Escritura nas Monotipias de Mira Schendel (1997), sob a orientação de Arthur Rosenblat Nestrovski. Obteve o título de doutora em Filosofia pela Universidade de São Paulo, com a tese sobre Hélio Oiticica: O Mapa do programa ambiental (2003), sob a orientação de Celso Fernando Favaretto. 
Iniciou sua carreira como contribuinte e co-editora da revista "Arte em São Paulo", fundada pelo pintor Luiz Paulo Baravelli. Concebeu e coordenou o trabalho de digitalização e catalogação dos manuscritos de Hélio Oiticica para o Itaú Cultural. Também catalogou a obra do artista Leonilson (1957-1993). Foi redatora e crítica de arte do jornal Folha de S. Paulo nos anos 1980.
Foi curadora-geral da 27ª Bienal Internacional de Arte de São Paulo (2006), tendo sido a primeira curadora eleita democraticamente para o evento.. Também curou a exposição de Iberê Camargo (1914-1994), na Bienal do Mercosul de 1999. Em 2010, fez a curadoria da exposição Drifts and Derivations: Experiences, Journeys and Morphologies no Museu Nacional Centro de Arte Reina Sofia (Madrid).
De 2007 a 2012, coordenou a pós-graduação em Práticas Curatoriais e Gestão Cultural da Faculdade Santa Marcelina, em São Paulo.
Foi co-editora da revista cultural eletrônica Trópico, publicada pelo UOL. .
Dirigiu a Escola de Artes Visuais do Parque Lage, no Rio de Janeiro, entre agosto de 2014 e março de 2017.